# Pakubai repülőtér
A Pakubai repülőtér (IATA: PAF, ICAO: HUPA) egy ugandai repülőtér, amely Pakubánál található.
A repülőteret az Ugandai Polgári Légiközlekedési Hatóság üzemelteti. Ez egyike annak az öt repülőtérnek, amelyek a Kelet-afrikai Közösség tagállamaiból érkező, határokon átnyúló légi forgalom lebonyolítására jogosultak, a kelet-afrikai turizmus előmozdítására irányuló erőfeszítések részeként.

## Elhelyezkedés
A Pakubai repülőtér légi úton mintegy 275 kilométerre északnyugatra fekszik az Entebbei nemzetközi repülőtértől, az ország legnagyobb polgári és katonai repülőterétől.

## Légitársaságok és úti célok
| Légitársaság    | Célállomások |
| --------------- | ------------ |
| Aerolink Uganda | Entebbe      |

## Fordítás
Ez a szócikk részben vagy egészben  a   Pakuba Airfield című angol Wikipédia-szócikk ezen változatának fordításán alapul.  Az eredeti cikk szerkesztőit annak laptörténete sorolja fel. Ez a jelzés csupán a megfogalmazás eredetét és a szerzői jogokat jelzi, nem szolgál a cikkben szereplő információk forrásmegjelöléseként.